# (100568) 1997 GV37
(100568) 1997 GV37 es un asteroide perteneciente al cinturón de asteroides, descubierto el 5 de abril de 1997 por el equipo del Near Earth Asteroid Tracking desde el Observatorio de Haleakala, Hawái, Estados Unidos.

## Designación y nombre
Designado provisionalmente como 1997 GV37.

## Características orbitales
1997 GV37 está situado a una distancia media del Sol de 2,347 ua, pudiendo alejarse hasta 2,744 ua y acercarse hasta 1,950 ua. Su excentricidad es 0,169 y la inclinación orbital 2,501 grados. Emplea 1314,02 días en completar una órbita alrededor del Sol.
El próximo acercamiento a la órbita terrestre se producirá el 20 de mayo de 2158.

## Características físicas
La magnitud absoluta de 1997 GV37 es 16,6.